# Selbstsicherungsautomat

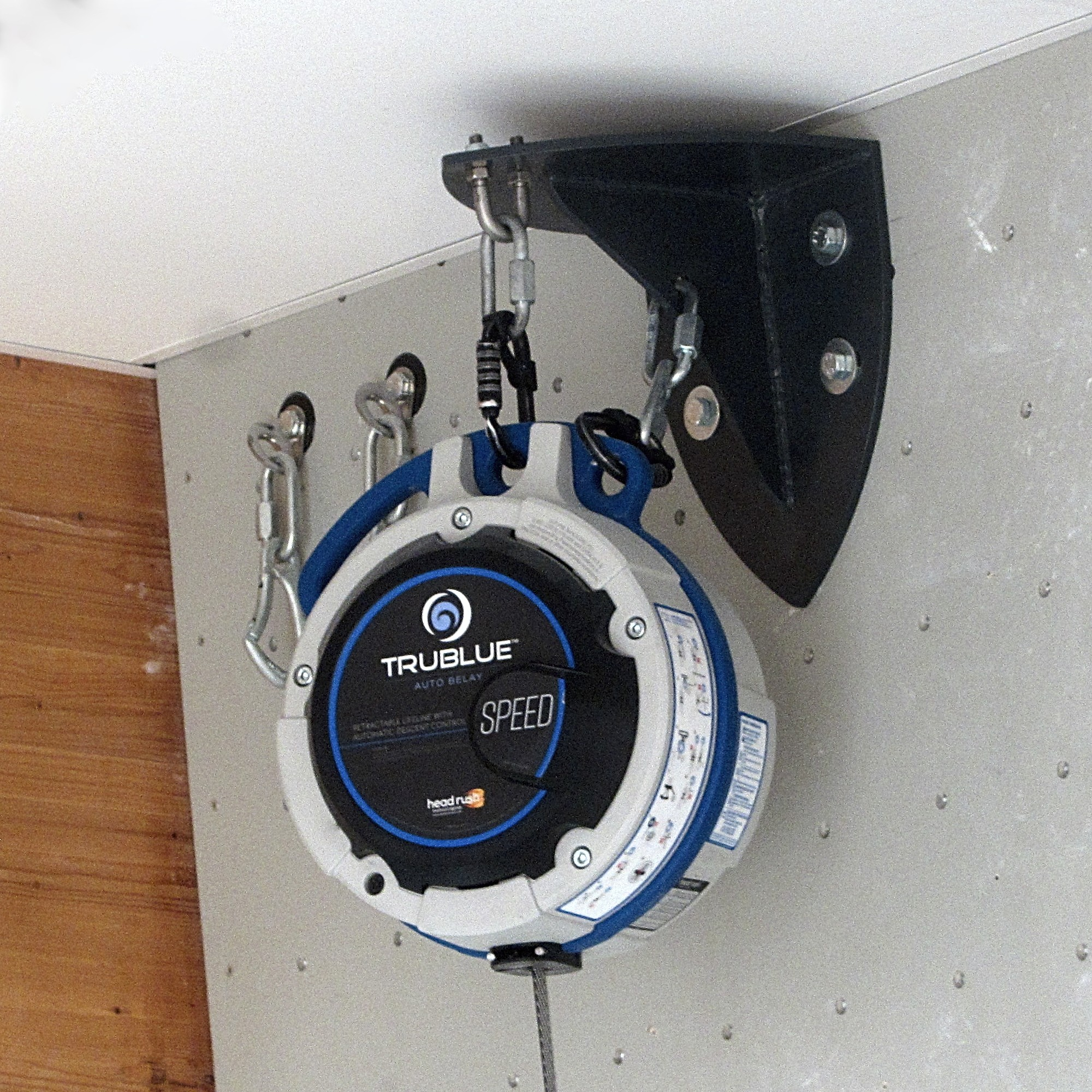
Selbstsicherungsgerät TruBlue Speed am Top einer Kletterroute

Ein Selbstsicherungsautomat, auch Autobelay genannt, ist ein Gerät beim Sportklettern. Es erlaubt das Begehen von Kletterrouten im Toprope, ohne dass ein Sicherungspartner erforderlich ist. Ein Band oder Stahlseil wird dabei von einem in der Umlenkung angebrachten Gerät eingezogen und aufgewickelt, wenn der Kletternde aufsteigt. Setzt dieser sich ins Seil oder fällt, wird er mittels einer Bremsautomatik gleichmäßig abgelassen.
Vereinzelt sind in Kletterhallen Sicherungsautomaten zum Klettern im Vorstieg vorhanden.

## Bremsmethoden
Bremsmethoden sind elektromagnetisch, hydraulisch und fliehkraftbasiert.

Plattenwirbelstrombremse

Das elektromagnetische Verfahren benötigt eine elektrisch leitfähige Rotorplatte und einen starken Dauermagneten (Neodymmagnet). Die Drehung des Rotors in dem Magnetfeld erzeugt Wirbelströme, deren eigene Magnetfelder wiederum ihrer Ursache entgegenwirken und den Bremseffekt erzeugen. Dieser ist proportional zum Gewicht des Kletternden. Da Magnet und Platte keinen mechanischen Kontakt haben, ist das System verschleißarm.
Das hydraulische Verfahren nutzt ein System aus Öl und Druckluft in einem geschlossenen System, der Bremseffekt beim Ablassen wird mittels eines Ventils erzeugt, das den Ölfluss begrenzt. Das System passt sich nicht dem Gewicht des Kletternden an und ist wartungsaufwendig.
Die Fliehkraftbremse bewegt mittels Zentrifugalkraft Bremsbacken gegen eine Trommel, wenn sich das System beim Ablassen dreht. Bei dieser Methode ist der Verschleiß am höchsten.

## Nutzung

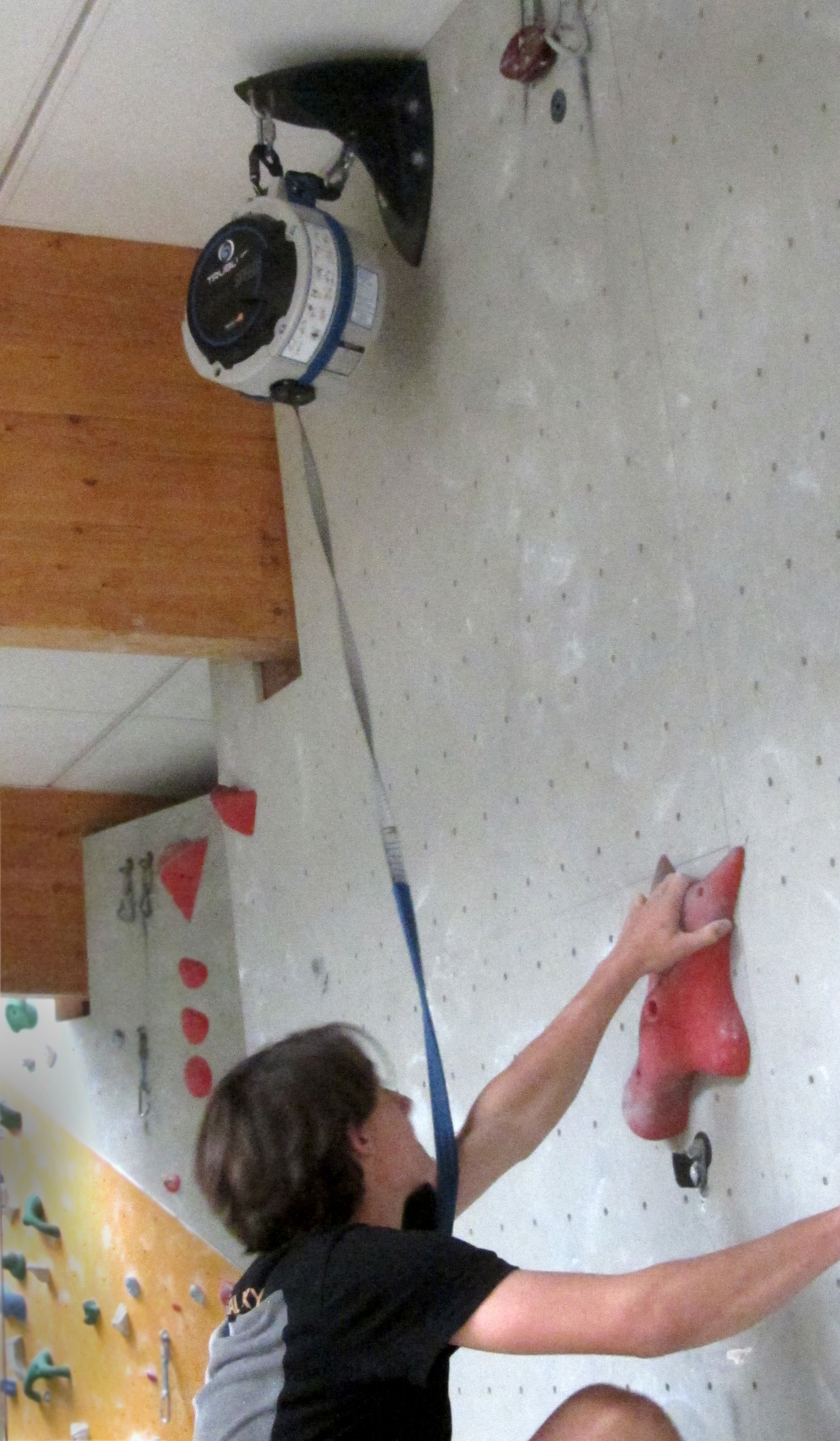
Kletterer nutzt beim Training in einer Speed-Route ein Selbstsicherungsgerät

Hauptzweck der Gerätes beim Sportklettern ist das kontrollierte Ablassen des Kletternden nach durchstiegener Kletterroute. Während ein menschlicher Sicherungspartner auf Anforderung des Kletternden das Seil straffen kann („zumachen“), um eine Zwischenrast zu ermöglichen, lässt der Selbstsicherungsautomat den Kletternden unbarmherzig ab, sobald dieser den Kontakt zur Wand verliert. Für einen neuen Versuch muss von unten begonnen werden.
Die Klettergeschwindigkeit darf die Einzuggeschwindigkeit nicht überschreiten. Geräte speziell für das Speedklettern sind daher auf eine ausreichend kurze Einzugzeit von 15 m in 3,2–3,5 s ausgelegt, die unter der Weltrekordzeit liegt.
Weiterentwickelte Geräte verfügen über ein zweites Bremssystem und elektronische Kommunikationsmittel, die den Kletternden auch in Zwischenpositionen für eine einstellbare Rastzeit halten können („Catch-and-Hold“-Modus).

## Normung
- EN 360:2002: Personal protective equipment against falls from a height - Retractable type fall arresters
- EN 341:2011 Class 1A: Personal protective equipment against falls from a height – Descender devices